# Océanite pincoya
Oceanites pincoyae
Espèce
Statut de conservation UICN

 DD  : Données insuffisantes
L'Océanite pincoya (Oceanites pincoyae) est une espèce d'oiseaux marins de la famille des Oceanitidae.

## Habitat
Elle est connue seulement du seno de Reloncaví (Chili).
C'est un oiseau pélagique, passant l'essentiel de l'année en haute mer, généralement loin des côtes, et venant au sol durant l'époque de reproduction.

## Taxonomie
Elle a été décrite en 2013 par l'équipe d'ornithologues comprenant Peter Harrison, Michel Sallaberry, Chris P Gaskin, Karen A Baird, Álvaro Jamarillo, Shirley María Metz, Mark Pearman, Michael O'Keeffe, Jim Dowdall, Seamus Enright, Kieran Fahy, Jeff Gilligan, et Gerard Lillie, d'après certains spécimen capturés dans les eaux de l'océan Pacifique du Chili, au sud-est de l'Amérique du Sud.
Son nom fait allusion à la Pincoya, un personnage imaginaire de la mythologie de Chiloé dans le sud du Chili.